# Траутвил (Пенсилванија)
Траутвил (енгл. Troutville) град је у америчкој савезној држави Пенсилванија.

## Демографија
По попису из 2010. године број становника је 243, што је 19 (8,5%) становника више него 2000. године.
| Група             | 2000.       | 2010.       |
| Белци             | 221 (98,7%) | 239 (98,4%) |
| Афроамериканци    | 0 (0,0%)    | 0 (0,0%)    |
| Азијати           | 0 (0,0%)    | 0 (0,0%)    |
| Хиспаноамериканци | 0 (0,0%)    | 4 (1,6%)    |
| Укупно            | 224         | 243         |